# Kazi Nazrul Islam

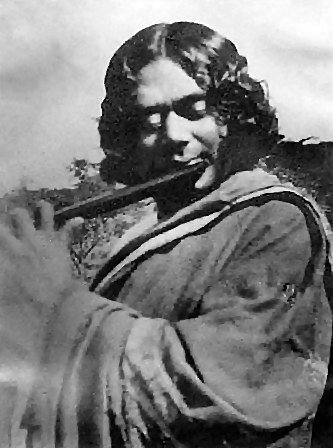
Kazi Nazrul Islam

Kazi Nazrul Islam (Bengalisch: কাজী নজরুল ইসলাম, Kājī Najrul Islām; * 24. Mai 1899 in Churulia, Bengalen; † 29. August 1976 in Dhaka, Bangladesch) war ein bengalischer Lyriker. Er gilt als Nationaldichter Bangladeschs.

## Leben
Kazi Nazrul Islam war der Sohn von Kazi Faqir Ahmad († 1908) und dessen Frau Zaheda Khatun († 1928) und stammte aus einem Dorf im bengalischen Distrikt Bardhaman. Während des Ersten Weltkriegs 1917 schrieb er sich beim 49. Bengal Regiment der indischen Kolonialarmee ein, das jedoch nicht zum Kampfeinsatz kam. Sein Wille zum Kampf fand auch Ausdruck in seinem ersten veröffentlichten Gedicht The Autobiography of a Delinquent (Mai 1919).
Seine Dichtungen wirkten energisch und drängend und trafen auf ein Gefühl der Zeit. Kazi Nazrul Islam wurde in der Zeit der Kampagne der Nichtkooperation mit seinen balladenhaften Gedichten Bidrohi (Der Rebell, 1922) und Pralayollas (Jubel über den endgültigen Untergang, 1922) sowie die Gedichtsammlung Agnibina (Die Feuerharfe, 1922) und anderen zu einer Stimme der bengalischen Jugend. Er selbst war von der revolutionären Stimmung der Unabhängigkeitsbewegung angesteckt und engagierte sich politisch gegen die britische Kolonialmacht. In zahlreichen Versen rief er zur Einheit der Hindus und Muslime im antikolonialen Kampf gegen die Unterdrückung auf, so dass viele seiner Gedichte verboten wurden, darunter die Lyrikbände Bisher Banshi (Die vergiftete Flöte, 1924) und Bhangar Gan (Lied vom Niederreißen, 1924). Neben seiner Revolutionslyrik schrieb er auch kommerziell erfolgreiche Liebesgedichte. Er verfasste Texte und Musik zu mehr als 2000 Liedern, darunter viele Ghasels in bengalischer Sprache. 1924 heiratete er Pramila Devi.
Ab etwa 1930 wandte sich Kazi Nazrul Islam in seinen Werken religiöser Thematik zu. Nach 1941 hat er, wegen einer unheilbaren Gehirnerkrankung (Morbus Pick) am Schreiben gehindert, nichts mehr veröffentlicht. 1960 erhielt er den Padma Bhushan. Von 1962 bis zu seinem Tod lebte Kazi Nazrul Islam zurückgezogen. Nach der Unabhängigkeit Bangladeschs von Pakistan zog er 1972 von Kolkata in die neue Hauptstadt Dhaka. In Bangladesch erhielt er 1977 den Shadhinata Padak und den Ekushey Padak, die höchsten zivilen Verdienstorden Bangladeschs und offizielle Anerkennung als Nationaldichter Bangladeschs. Sein Grab befindet sich neben einer Moschee auf dem Campus der University of Dhaka.

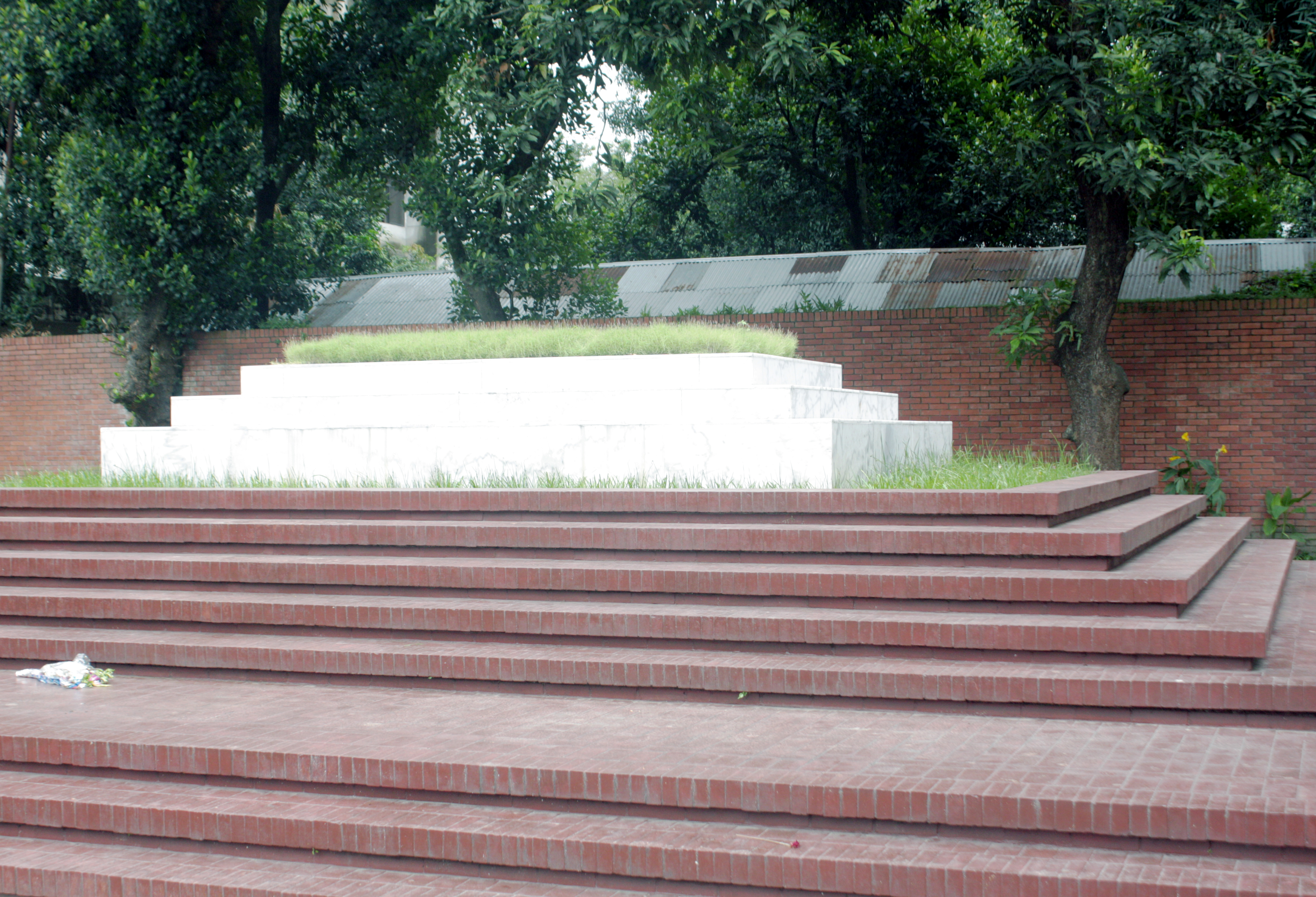
Mausoleum von Nazrul

## Ehrungen
Der im Jahr 2013 eröffnete Flughafen Kazi Nazrul Islam ist nach ihm benannt. Am 25. Mai 2020 zu seinem 121. Geburtstag wurde Islam mit einem Google Doodle geehrt.